# Intendencia de Buenos Aires (1883-1996)
La Intendencia de Buenos Aires fue un órgano del gobierno argentino que existió desde 1883 a 1996 en la ciudad de Buenos Aires.

### Federalización de la Ciudad de Buenos Aires
En 1880, tras el enfrentamiento entre el Gobierno Nacional y la Provincia de Buenos Aires, la ciudad de Buenos Aires fue federalizada y convertida en Capital de la Nación. El antiguo municipio amplió su territorio siete años después ya que se le anexó superficie que correspondía hasta ese momento a la provincia de Buenos Aires, que incluía dos núcleos urbanos -Flores y Belgrano- a los que se sumaban sus dos vastas zonas adyacentes de tierras desocupadas. Los límites entre la Capital y la Provincia se construyeron según una línea geométrica, que se materializó varias décadas después en un camino periférico: la avenida General Paz, cuya construcción se inició a fines de 1936.
A partir de la federalización, la cantidad de habitantes de Buenos Aires aumentó enormemente, sin embargo la población extranjera se mantuvo constante en un rango del 50%, hasta por lo menos la Primera Guerra Mundial.
Como consecuencia de la federalización, se decidió la construcción de una nueva capital para la provincia de Buenos Aires, la ciudad de La Plata. En 1882 se sancionó la Ley Orgánica de la Municipalidad que generó la nueva estructura institucional para la flamante Capital, cristalizando en dos ramas de gobierno el sistema de doble poder ya establecido: el Concejo Deliberante, elegido directamente por los vecinos, y el Departamento Ejecutivo, a cargo de un Intendente designado por el Presidente de la Nación Argentina con acuerdo del Senado.
A partir de allí, la Buenos Aires Capital emergió como cabeza del nuevo orden y su condensación simbólica: a la ciudad le cupo encarnar la imagen del progreso que buscaba impregnar presidente y general Julio Argentino Roca, principal representante de la Generación del Ochenta.
Buena parte de las abundantes rentas portuarias y de los capitales ingresados se volcó en obras de infraestructura como escuelas y hospitales destinados a una población creciente. También se construyó gran cantidad de edificios para alojar a la nueva burocracia, los cuales fueron dotados de un fuerte carácter simbólico que representara al nuevo poder estatal.
Entre 1882 y 1885, el conjunto de edificios inconexos con los que se había ido reemplazando al viejo Fuerte de Buenos Aires, se convirtió en la Casa de Gobierno a través de un arco monumental. Varios edificios públicos colaboraron en ubicar a  Buenos Aires como la principal ciudad de América del Sur. Hacia fines de siglo comenzó la construcción del Congreso de la Nación, que terminó en 1906 como punta de la también nueva Avenida de Mayo, produciendo el principal corredor cívico y ratificando el eje de desarrollo este-oeste y el núcleo tradicional de la ciudad; dos años antes se había terminado el Palacio de Tribunales y dos años después el Teatro Colón, alrededor de la Plaza Lavalle; el Palacio de Correos se realizó entre 1906 y 1910 en el bajo; el edificio de Aguas Corrientes y las escuelas Petronila Rodríguez y Carlos Pellegrini, en el extremo norte de la ciudad.

### Creación de la Intendencia Municipal
En 1880 la Ciudad de Buenos Aires era aún administrada por un órgano delegado llamado Comisión Municipal, integrada por notables y respetados vecinos como Eustoquio Díaz Vélez (hijo), Antonio Devoto y José María Bosch -entre otros-, que en su sesión del 4 de diciembre de dicho año proclamó como su Presidente a Torcuato de Alvear y que rápidamente se dedicó a sanear las alicaídas arcas citadinas e iniciar una etapa de progreso a partir de la cual se iniciaron obras en los servicios públicos que fueron acompañadas por el embellecimiento urbano. En 1883, con la creación del puesto de Intendente de la Ciudad de Buenos Aires, Alvear fue designado por el presidente Julio Argentino Roca en ese cargo, durando su mandato hasta 1887 y convirtiéndose en el primer Intendente de la ciudad de Buenos Aires.